# موش مانداب آنگونی
موش مانداب آنگونی (نام علمی: Otomys angoniensis) نام یک گونه از سرده موش‌های مانداب است.